# Großmarokko

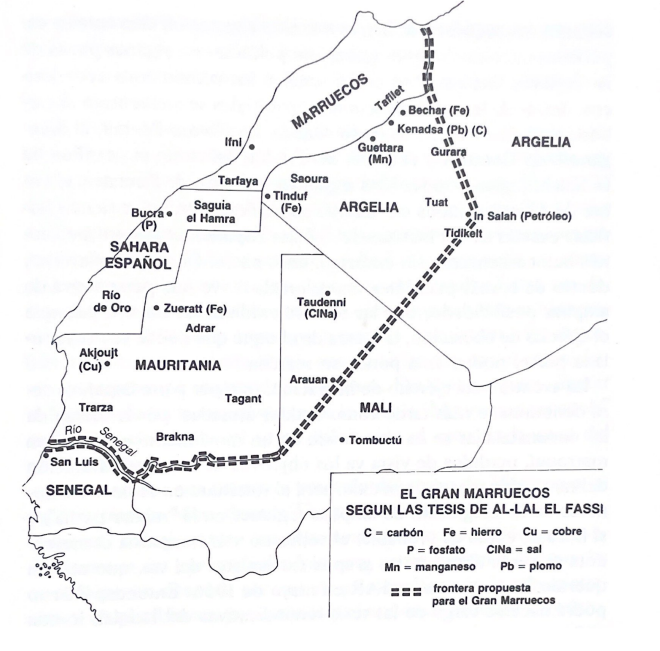
Großmarokko sollte nach al-Fassis Vorstellungen vor allem Mauretanien und die Westsahara, aber auch Gebiete Malis und Algeriens umfassen

Als Großmarokko (arabisch المغرب الكبير, eigentlich Großer Maghreb, französisch Grand Maroc) wurde ein vor allem von der marokkanischen Istiqlal-Partei zwischen 1956 und 1963 vertretenes politisches Konzept bezeichnet. Unter Rückgriff auf die vorkoloniale Ausdehnung Marokkos zur Zeit der Almoraviden bzw. Saaditen wurden Ansprüche vor allem auf Mauretanien und die Westsahara erhoben, aber auch auf angrenzende Gebiete Algeriens (Twat-Oasen) und Malis. Diese Gebiete standen zu diesem Zeitpunkt unter französischer bzw. spanischer Kolonialherrschaft und sollten marokkanischen Forderungen entsprechend im Rahmen der Entkolonisierung Afrikas nicht in die Unabhängigkeit entlassen, sondern an Marokko „zurückgegeben“ werden.

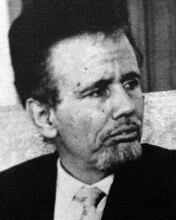
Der Mauretanier Horma Ould Babana unterstützte das Konzept
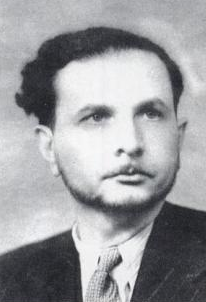
Istiqlal-Parteichef Allal al-Fassi vertrat das Konzept am eifrigsten
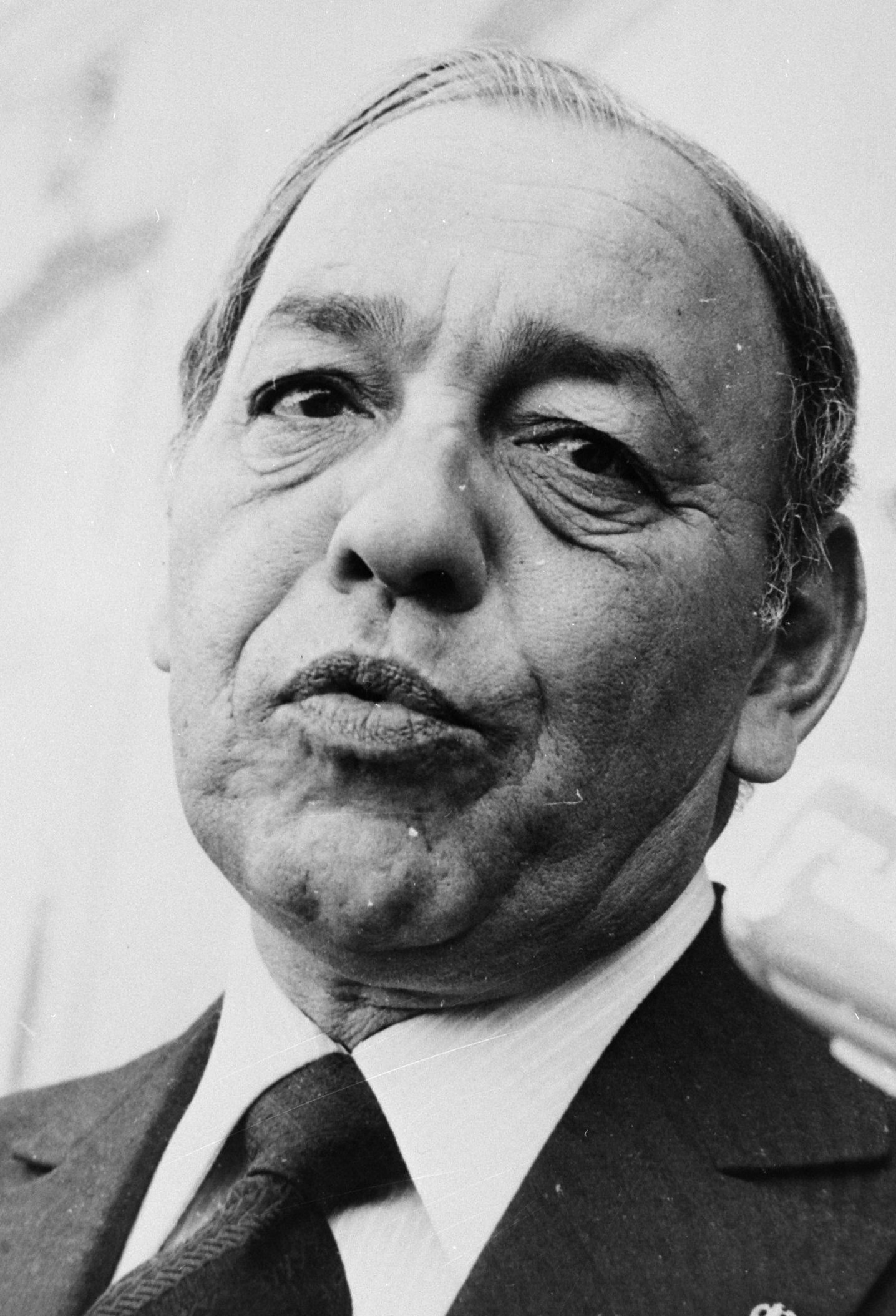
Auch König Hassan II. erstrebte zunächst ein Großmarokko

Frankreichs Staatspräsident de Gaulle hatte kein Interesse, Mauretanien an Marokko zu übergeben. Marokkos Ansprüche wurden stattdessen von der Arabischen Liga unterstützt. Als Frankreich im „Afrikanischen Jahr“ (1960) Mauretanien in die Unabhängigkeit entließ, stimmten die arabischen Staaten im November 1960 gegen Mauretaniens Aufnahme in die UNO. Auch die afrikanischen Staaten der Casablanca-Gruppe unterstützen im Januar 1961 zunächst die Ansprüche des marokkanischen Königs Mohammed V. bzw. seines Nachfolgers Hassan II. auf Mauretanien (nicht jedoch seine Ansprüche auf Algerien). Die Istiqlal-Partei hatte sich inzwischen gespalten. Hassan II. konnte weder verhindern, dass Mauretanien mit Hilfe der afrikanischen Brazzaville-Gruppe im Oktober 1961 doch noch UNO-Mitglied wurde, noch, dass auch Algerien im November 1962 unabhängig wurde. Im Grenzkrieg mit Algerien scheiterte Marokko im Oktober 1963 nicht nur daran, die grenznahen Tindūf-Oasen bzw. die Stadt Bechar-Colomb zu erwerben, sondern verlor auch die Unterstützung der arabischen Staaten. König Hassan II. entließ 1963 die Istiqlal-Minister aus der Regierung, womit das Großmarokko-Konzept endgültig gescheitert war, auch wenn er Mauretaniens Unabhängigkeit erst 1969 anerkannte und 1975/76 doch noch zumindest die Westsahara besetzen ließ.